# Sant Joan de Labritja

Map of the municipality of Sant Joan de Labritja

Sant Joan de Labritja là một đô thị trên đảo Ibiza, thuộc Quần đảo Balears, Tây Ban Nha.
Đô thị này gồm các thị trấn và làng:
| Thị trấn/Làng           | Dân số (2005) |
| ----------------------- | ------------- |
| Cala de Portinatx       | 458           |
| Cala de Sant Vicent     | 117           |
| Port de Sant Miquel     | 109           |
| Sant Joan de Labritja   | 956           |
| Sant Llorenç de Balàfia | 1341          |
| Sant Miquel de Balansat | 1544          |
| Sant Vicent de sa Cala  | 313           |